# Championnats du monde de cyclo-cross 1955
Navigation
Édition précédente Édition suivante

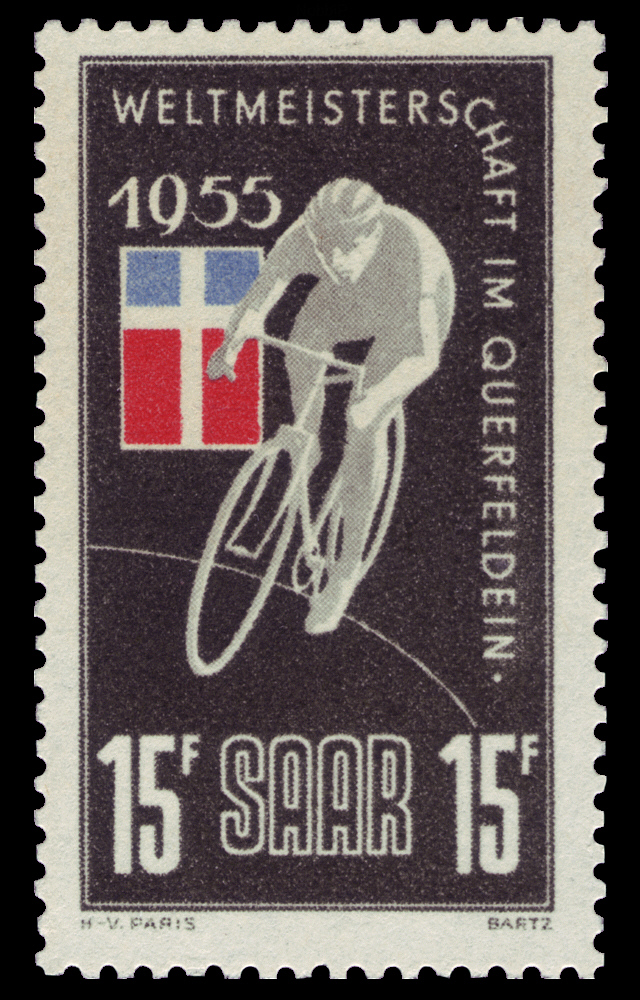
Timbre-poste célébrant ces championnats du monde de cyclo-cross.

Les championnats du monde de cyclo-cross 1955 ont lieu le 6 mars 1955 à Sarrebruck dans la Sarre. Une épreuve masculine est au programme.

## Podiums
| Épreuves | Or              | Argent     | Bronze           |
| -------- | --------------- | ---------- | ---------------- |
| Élites   | André Dufraisse | Hans Bieri | Amerigo Severini |

## Classement des élites
| Pos. | Cycliste         | Pays                 | Temps           |
| ---- | ---------------- | -------------------- | --------------- |
|      | André Dufraisse  | France               | 1 h 04 min 35 s |
|      | Hans Bieri       | Suisse               | + 0:18          |
|      | Amerigo Severini | Italie               | + 0:19          |
| 4    | Pierre Jodet     | France               | + 2:36          |
| 5    | Dante Benvenutti | Italie               | + 2:56          |
| 6    | Roger Rondeaux   | France               | + 3:18          |
| 7    | Gérard Durand    | France               | + 3:37          |
| 8    | Mario Rossi      | Italie               | + 3:49          |
| 9    | Lothar Friedrich | Sarre                | + 4:38          |
| 10   | Herbert Ebbers   | Allemagne de l'Ouest | + 5:02          |

## Tableau des médailles
| Rang | Nation | Or | Argent | Bronze | Total |
| ---- | ------ | -- | ------ | ------ | ----- |
| 1    | France | 1  | 0      | 0      | 1     |
| 2    | Italie | 0  | 1      | 0      | 1     |
| 3    | Suisse | 0  | 0      | 1      | 1     |